# 惠世如
惠世如（1908年—1992年），男，河北围场人，中华人民共和国政治人物，曾任贵州省政协副主席，第三、四、五届全国政协委员。